# Tractat de Londres (1518)

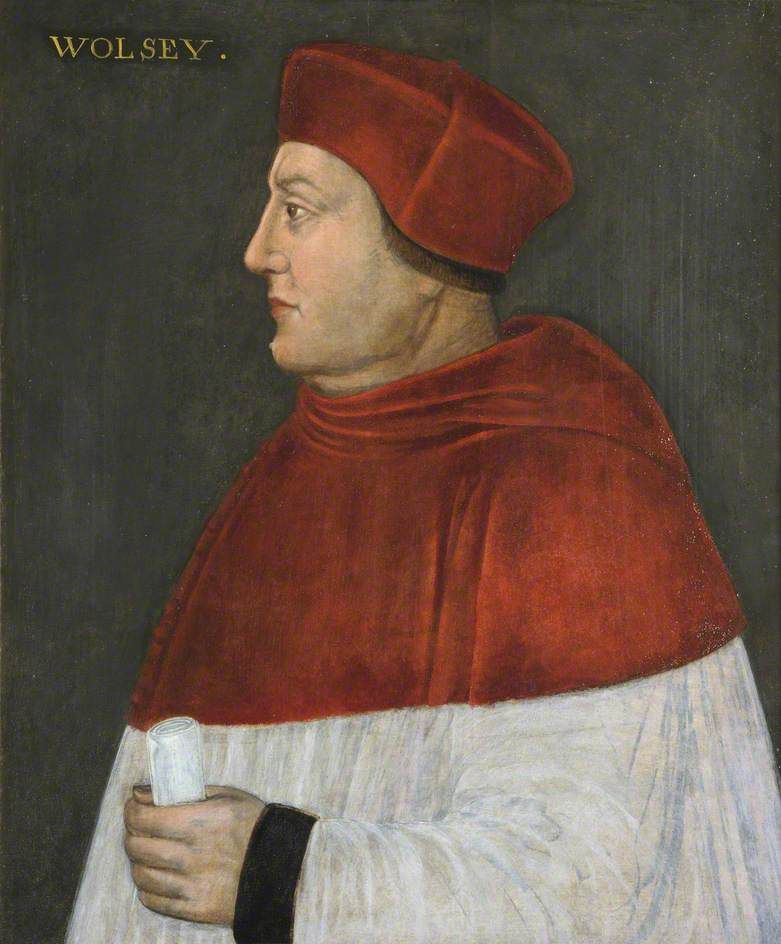
El cardenal Wolsey, el principal dissenyador del Tractat de Londres de 1518

El Tractat de Londres de 1518 fou un pacte de no-agressió signat a la ciutat de Londres el 1518 entre les principals nacions europees: Regne de França, Regne d'Anglaterra, Sacre Imperi Romanogermànic, Regne d'Espanya, el Ducat de Borgonya i el papat per tal de donar-se ajuda mútua davant el creixent poder de l'Imperi Otomà als Balcans.
El tractat va ser patrocinat i dissenyat pel cardenal Thomas Wolsey i així va arribar a ser signat pels ambaixadors de les nacions interessades a Londres.

## Antecedents
L'ideal d'una pau duradora era especialment defensada pel cristianisme a través dels segles. Durant l'edat mitjana, l'Església catòlica va tractar de defensar la idea de combatre els no-cristians només de paraula, i posar fi a la lluita entre els mateixos cristians, sent les croades el punt focal de la lluita contra els no-cristians. No obstant això, la identitat cristiana s'anà reduït durant el Renaixement.
Després de la caiguda de Constantinoble l'any 1453 a Europa la gent va començar a identificar Europa amb el cristianisme. Durant el segle xv, la pau es va establir a Itàlia durant 50 anys, que es va dividir en molts petits països. Només una petita guerra entre Venècia i el papat pel control de Ferrara va causar un lapse temporal en la pau. Aquest període pacífica va arribar a la seva fi amb la invasió francesa de 1494. Una successió de petites guerres seguides l'any 1518 i les possibilitats polítiques d'un tractat de pau semblaven possibles i eren necessàries.

## Termes

El tractat reflecteix una considerable glòria al regnat d'Enric VIII

Tots els països europeus llevat de l'Imperi Otomà van ser convidats a Londres (en aquells moments Rússia no va ser considerada com a part d'Europa). El tractat va intentar establir la pau entre els 20 principals estats d'Europa, i per tant, finalitzar totes les guerres entre ells, entre estats cristians. A l'octubre de 1518 es va iniciar entre els representants d'Anglaterra i França, sent posteriorment ratificat pels altres estats i el mateix papa Lleó X.
L'acord va establir una lliga defensiva basada en una política exterior no només compromesa a un pacte de no-agressió sinó que també a la promesa de fer la guerra a qualsevol Estat que no complís els termes del tractat. En el moment, es va considerar un triomf de Thomas Wolsey, i reflecteix la glòria considerable a Enric VIII.

## Llegat
Tot i la signatura del Tractat la pau va durar molt poc temps. La guerra va esclatar un parell d'anys després entre el Regne de Dinamarca i el Regne de Suècia, així com la signatura d'una aliança entre Anglaterra i Espanya contra França. El moviment de pau no obstant això va continuar durant segles i es va convertir en la pròxima part de la il·lustració del segle xviii. No va ser possible arribar a una pau duradora en el conjunt d'Europa fins a la signatura del Congrés de Viena l'any 1815.